# Не доказано
Не Доказано (англ. Not proven, скотс No pruiven) — судебный вердикт в уголовном праве Шотландии, который легально может выноситься судом наряду с вердиктами «виновен» или «невиновен». По шотландским законам, вердикт «не доказано» в отношении обвиняемого является оправдательным, равно как и вердикт «невиновен». В современном толковании уголовного права вердикт «не доказано» считается оправдательным вердиктом, однако выносится в том случае, если суд уверен в виновности подсудимого, но не располагает достаточными доказательствами его вины. Аналогично вердикт выносится в том случае, если суд не может собрать доказательства невиновности подсудимого, но твёрдо в этом убеждён.
Исторически сложилось, что в шотландском уголовном праве присутствовали вердикты «доказано» или «не доказано». Однако в 1728 году во время рассмотрения одного из дел жюри воспользовалось «своим старинным правом» и, несмотря на наличие доказательств, вынесло вердикт «не виновен», освободив обвиняемого от наказания. Среди шотландских судей вердикт «не виновен» стал набирать популярность и вскоре стал законодательно использоваться в тех случаях, когда вердикт «не доказано» не мог адекватно отображать истинное положение дел в ходе суда. Особенно проницательные адвокаты поощряли эту инициативу и убеждали присяжных, которые не желали выносить вердикт «не виновен», выносить вердикт «не доказано».
В массовой культуре вердикт в шутку называют «не виновен, но больше так не делай». За границей его называют «шотландским вердиктом», в самой Шотландии нередко его называют «ублюдочным вердиктом» (англ. bastard verdict) (впервые так выразился писатель Вальтер Скотт, когда работал шерифом в суде Селкирка).

## История

### Легенда о происхождении
В 1728 году в Шотландии законодательно была утверждена система трёх вердиктов: «виновен», «не виновен» и «не доказано» (вердикт «не виновен» разрешили выносить именно этим законом, вердикт «доказано» был упразднён). Учёные спорят до сих пор о происхождении этой системы. По одной из версий, выдвинутой историками Дэвидом Хьюмом и Хьюго Арнотом, эта система появилась на религиозной основе: в Шотландии преследовались деятели ковенантского движения, однако народная поддержка не позволила им предстать перед судом. Шотландские судьи приняли решение ограничить присяжных в правах: вердикты «виновен» и «не виновен» были заменены на «доказано» или «не доказано», и лишь потом судьям предоставлялось право определять, виновен ли человек или нет. По мнению ряда историков (например, Ян Дуглас Уилок), эта версия считается выдумкой.

### Первое упоминание вердикта
Адвокат Роберт Дандас в 1728 году участвовал в деле об убийстве Чарльза Лайона, 6-го графа Стратмора. На скамье подсудимых был Джеймс Карнеги из Финхэвена, которого обвиняли в убийстве. Согласно действовавшему тогда законодательству, суд должен был вынести вердикт «доказано» или «не доказано», основываясь на том, достаточно ли собрано фактов и доказательств того, что именно Карнеги был убийцей. В случае, если вина была доказана, за убийство Карнеги могла грозить смертная казнь через повешение. Дандас убедил судей не лишать жизни подсудимого и, несмотря на наличие фактов, свидетельствующих о его причастности, вынести вердикт «не виновен». Суд, посовещавшись, заявил, что по старинному обычаю, необходимо рассматривать не отдельные факты, а всё дело целиком, и вынес вердикт «не виновен»
В XVII и XVIII веках выносились похожие приговоры, расширяя полномочия суда. В 1670 году был оправдан квакер-колонист Уильям Пенн: в его деле суд получил впервые право вынести приговор не по закону (что стало называться «нуллифицирующим вердиктом»). В 1735 году в Нью-Йорке прошёл судебный процесс над Джоном Питером Зенгером по обвинению в неоднократной клевете на генерал-губернатора Нью-Йорка через газету New York Weekly Journal. Прокурор настаивал на рассмотрении дела с точки зрения клеветы, не изучая факты в газетных статьях; адвокат Зенгера, Эндрю Гамильтон, заявлял, что дело может затронуть сами основы свободы прессы и печати. После совещания присяжные вынесли вердикт «не виновен», несмотря на то, что это было не по закону. Хотя оба вердикта стали использоваться дальше присяжными, чаще всего выносился вердикт «не виновен».

## Вердикт в современной юриспруденции
В Шотландии уголовное дело может рассматриваться как судьей и судом присяжных одновременно, так и судьей без помощи присяжных. Формат рассмотрения дела определяется правилами: серьёзные уголовные дела рассматриваются именно присяжными, малые правонарушения рассматриваются судьёй в одиночку. В состав суда присяжных входят 15 человек, которые выносят свой вердикт путём простого большинства. Восемь голосов необходимо и достаточно для вынесения вердикта «виновен», который пришёл на смену вердикту «доказано».
Около трети оправдательных приговоров судов Шотландии содержат слова «не доказано»; в других судах используется вердикт «не виновен». Вердикт «не доказано» также может выноситься судьями, работающими в одиночку: около одной пятой части подобных вердиктов выносятся судьями (не присяжными). В отдельных случаях доля вынесения вердиктов «не доказано» оказывается гораздо выше, однако при этом остальные приговоры являются преимущественно обвинительными.
Вне зависимости от формата рассмотрения (с судом присяжных или без них) вердикт «не доказано» означает, что присяжные или судья убеждены в виновности подсудимого, но не располагают достаточными доказательствами его вины (либо же убеждены в невиновности, но не имеют достаточно оправдывающих доказательств). Причиной такого является правило, по которому доказательства виновности должны быть подтверждены для легитимного обвинительного приговора. Поэтому должен быть свидетель обвинения, которому судья будет безоговорочно доверять, а лиц, которые могут поставить под сомнение истинность фактов и доказательств, быть не должно. По шотландским законам, если доказательства нельзя подтвердить, обвиняемый должен быть оправдан путём вынесения вердикта «не доказано».

## Отношение к использованию вердикта

### Противники
В последние годы всё большее число людей призывает сократить число возможных вердиктов до двух, однако разрешение этого спора до сих пор не может быть проведено. Аргументами против вердикта «не доказано» являются следующие факты:
- Сторонники возвращения вердикта «доказано» считают, что малейшее сомнение (устранимое или неустранимое) в доказательствах и фактах может толковаться в пользу обвиняемого, лишая беспристрастности суд.
- Вердикт «не доказано» не несёт формального обвинения, однако часто лишает человека прав на реабилитацию в гражданских правах и пересмотр дела, чтобы восстановить свою репутацию.
- Большинство шотландских присяжных не разбираются в судебной системе, следуя американскому уголовному праву с вердиктами «виновен» и «не виновен».

### Сторонники
Число сторонников употребления вердикта является также немалым. В качестве аргументов «за» использование приводятся следующие утверждения:
- При использовании приговоров «виновен» и «не виновен» осуждению подлежат многие из лиц, в отношении которых был вынесен вердикт «не доказано»[2]. В таком случае присяжные точно так же выносили бы обвинительный вердикт.
- Лица, в отношении которых выносился вердикт «не доказано», по действующей системе считаются оправданными без каких-либо сомнений. При использовании двух вердиктов они могли бы попасть в тюрьму в любом случае, и тем самым срабатывает презумпция вины, а не презумпция невиновности.
- Шотландский центр исследования проблем сексуального насилия занимался изучением статистики обвинительных и оправдательных приговоров по делам о сексуальном насилии. Количество приговоров с вердиктом «не доказано» занимает довольно большую долю: около 30 % приговоров являются оправдательными, и из них одна треть как раз и относится к вердикту «не доказано»[2]. Причиной тому является факт, что показания потерпевших не являются сами по себе основаниями для обвинительного приговора. При отмене подобного вердикта меньшее число женщин сможет обращаться в суд по делу об изнасиловании, а при вынесении приговора «не виновен» женщина может потерять свой авторитет в глазах общества. С другой стороны, вердикт «не доказано» не означает, что показаниям женщин можно доверять и рассматривать их как подтверждение доверия, честности и надёжности.

## Вердикт «не доказано» в других странах
- В 1989 году в Кодекс уголовных процедур Республики Италия были внесены пять вариантов вердиктов, два из которых равноценны шотландским «не доказано» и «не виновен»[6][7].
- В колониальной Канаде вердикт «не доказано» выносился некоторыми судами (чаще всего это были суды юго-западного Онтарио).
- Член Сената США Арлен Спектер от штата Пенсильвания во время попытки импичмента Билла Клинтона голосовал против импичмента, однако его вердикт был охарактеризован как «не доказано»[8], хотя его голос формально засчитали как «не виновен»[2]. Аналогично во время рассмотрения дела О Джея Симпсона несколько человек настаивали на вердикте «не доказано»[9]. В 2005 году в Университете Чикаго появились предложения внести подобный вердикт в уголовное право США[2].
- В дореволюционном русском праве официально существовала близкая к «шотландскому вердикту» юридическая формула «оставить в подозрении». Такой вердикт выносился судом, если признать обвиняемого виновным или невиновным было нельзя, так как имелись лишь недостаточные свидетельства его виновности (оговор другого подсудимого, показание одного свидетеля, косвенные улики), но не имелось предусмотренных законом «положительных доказательств» (доказанных обстоятельств, подтверждающих невиновность). При обвинении в тяжком преступлении оставленный в подозрении мог приговариваться к более мягкому наказанию, чем закон предусматривал для данного преступления, для менее тяжких преступлений оставление в подозрении приводило к передаче осуждённого под надзор полиции на определённое время. В отличие от оправданного, ставленного в подозрении можно было снова привлечь к ответственности за то же преступление в случае обнаружения новых доказательств его вины.

## Некоторые лица, оправданные этим вердиктом
- Альфред Джон Монсон (Ардламонтское убийство)
- Мадлен Смит
- Хелен Макдугал (Уэст-портские убийства)
- Алан Питерс (убийство Максвелла Гарви)